# Samuel Wanko
Samuel Wanko est un homme politique camerounais né à Batoufam, arrondissement de Bayangam, le 8 juillet 1925 et mort le 13 décembre 1957.

## Biographie

### Enfance et débuts
Né le 8 juillet 1925, Samuel Wanko est le fils de Moïse Wanko et Rebecca Komguep, il est l'aîné d'une famille de 7 enfants.
Il fait ses études à l’école rurale de Bafoussam, à l’école régionale de Dschang et à l’école primaire supérieure de Yaoundé où le président Ahmadou Ahidjo, le ministre Jean Keutcha et Onana Awana ont également fait leurs études. Il continue son cycle supérieur  à l’École supérieure de Bamako au Mali et l’École des travaux publics de France où il a suivi une formation d’ingénieur en pont et chaussée. Il devient le premier ingénieur des ponts et chaussées du Cameroun.

### Carrière
Une fois de retour au Cameroun, il est affecté à Bafoussam.
Les hôpitaux, régional de Bafoussam, de district de Dschang et de Foumban sont comptés au nombre de ses réalisations.
Samuel Wanko qui dote la ville de Bafoussam de son premier plan d'urbanisation, il rêvait d'en faire une ville semblable aux villes européennes de l'époque. Par reconnaissance, une artère a été baptisée à son nom ainsi qu'un monument qui est l'unique de la ville lui a été dédié.

## Vie politique
Son entrée en politique sera couronnée le 23 décembre 1956 par son élection comme député à l’assemblée territoriale du Cameroun (ATCam), aux côtés de Joseph Ngnié Kamga, défunt chef Bandjoun, et Pierre Ngayewang.

## Mort
Le 13 décembre 1957 alors qu’il se rendait à des obsèques à Batoufam, il meurt, poignardé par des brigands lors d'un guet-apens. L'ombre d'une fraction nationaliste basé à l'Ouest et hostile au pouvoir colonial en place à longtemps plané sur ce forfait.
Quelques jours après ces obsèques, M. Fotso Emmanuel est arrêté par la police; il était considéré comme l'un des principaux responsables des maquis de la région. Après lui suivra le tour de ses acolytes.
Le lundi 16 décembre 1957, une messe en la paroisse EEC en présence de Pierre Messmer, Ahmadou Ahidjo, Daniel Kemayou est dite et précède son inhumation à Batoufam.